# Zikanyrops dubiosa
Zikanyrops dubiosa är en fjärilsart som beskrevs av Hopp 1928. Zikanyrops dubiosa ingår i släktet Zikanyrops och familjen Dalceridae. Inga underarter finns listade i Catalogue of Life.